# Talbrücke Nuttlar
Die Talbrücke Nuttlar ist eine Brücke der Bundesautobahn 46 über das Tal des Schlebornbaches (Nebenfluss der Ruhr) bei Nuttlar im Sauerland. Sie ist mit 115 Metern Höhe die höchste Brücke in Nordrhein-Westfalen.

## Baugeschichte
Die Brücke befindet sich im Bauabschnitt Velmede–Nuttlar. Das vorläufige Autobahnende (Anschluss Olsberg) wurde mit einem Zubringer zur B 480n bei Olsberg, der gleichzeitig gebaut wurde, zusammengeschlossen. Spatenstich für diesen Autobahnabschnitt war am 4. September 2009.
Anfang März 2013 waren die Pfeiler der Brücke errichtet; lediglich beim zweiten Brückenfeld von Westen waren noch Arbeiten zu erledigen. Der Überbau wurde von Osten her errichtet, wo sich auch die Baustraße ab Antfeld befand. Anfang Juli 2013 waren vier der fünf Überbaue erstellt.
Am 27. September 2013 war der Überbau fertig und die Brücke hatte ihre endgültige Länge von 660 Metern.
Die Inbetriebnahme erfolgte im November 2019, nachdem auch der Zubringer zum momentan vorletzten Anschluss Bestwig/Nuttlar erstellt war.

## Aufbau
Die im Grundriss gekrümmte Brücke ist insgesamt 660 Meter lang. Sie hat sieben Felder mit Stützweiten von 77,00 m + 95,00 m + 95,00 m + 115,00 m + 97,50 m + 97,50 m + 83,00 m. Die Breite beträgt 28,60 Meter. Der Überbau ist eine Stahlverbundkonstruktion.
Es wurden sechs Pfeilerpaare errichtet. Die Pfeiler sind maximal 108 Meter hoch. Sie sind paarweise leicht zueinander geneigt und durch Querriegel verbunden.
Der Schlebornbach wird an der höchsten Stelle bei 115 Metern überbrückt. Dies ist die höchste Überbrückung in Nordrhein-Westfalen.

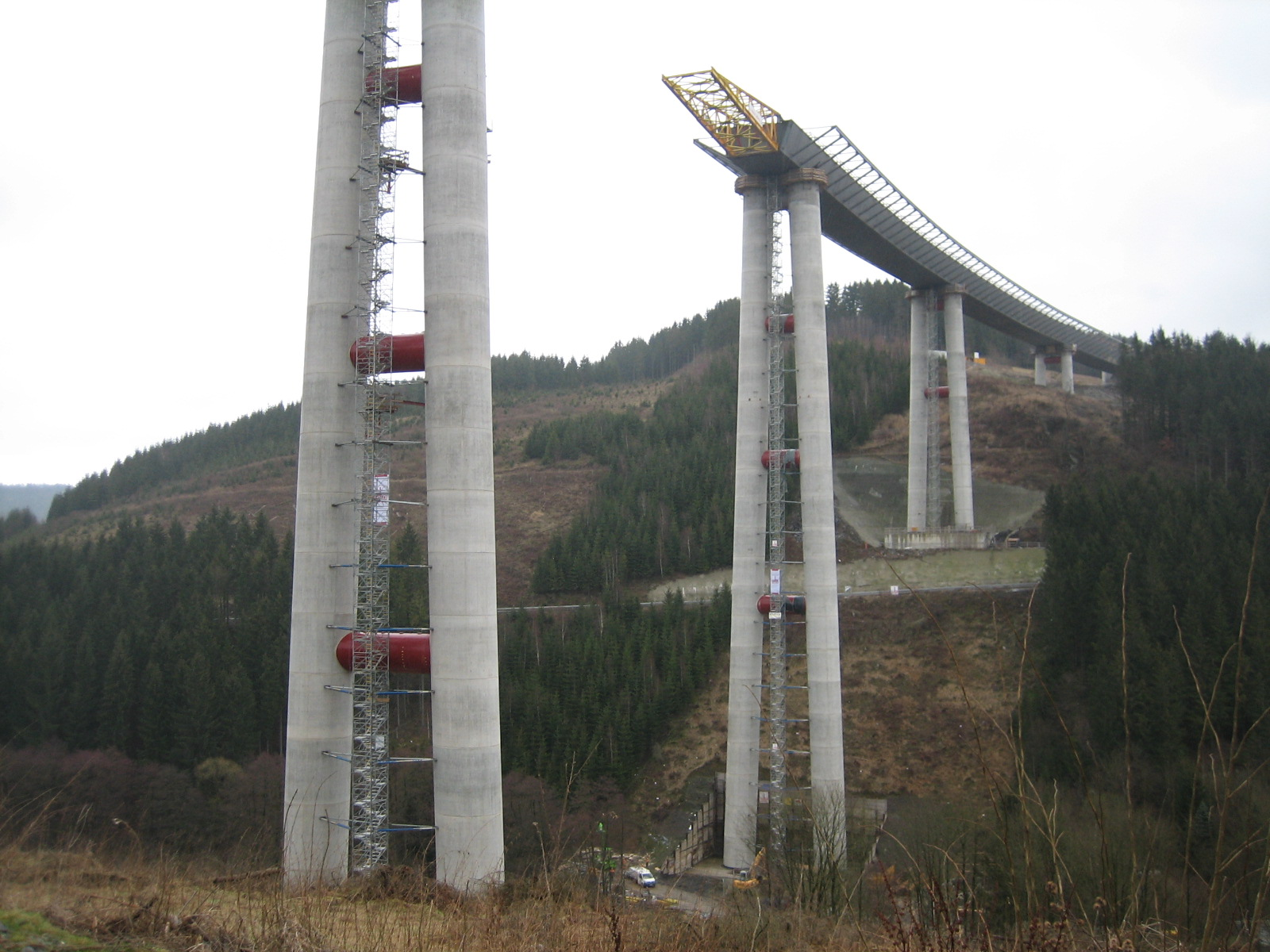
März 2013
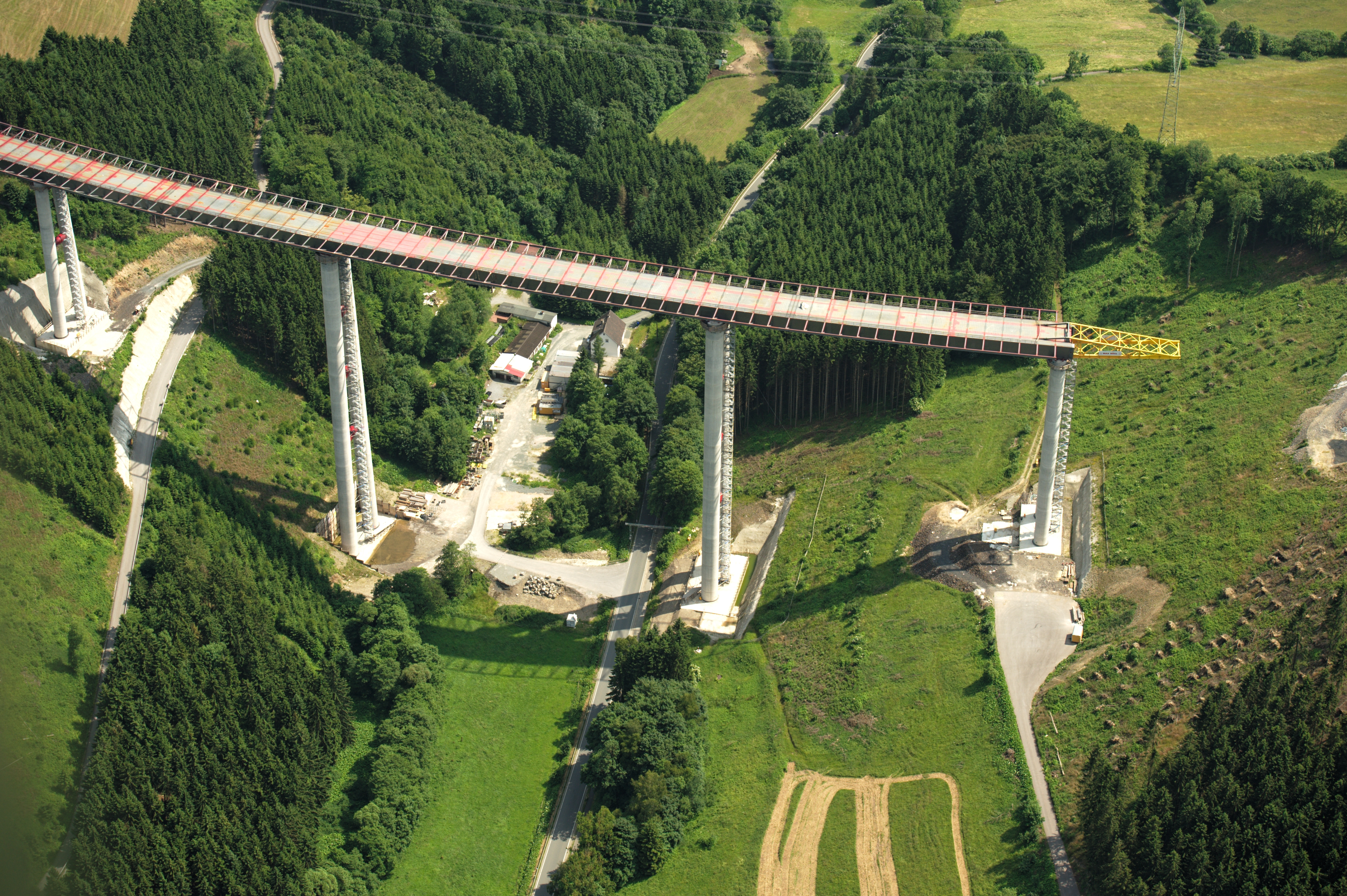
Juni 2013
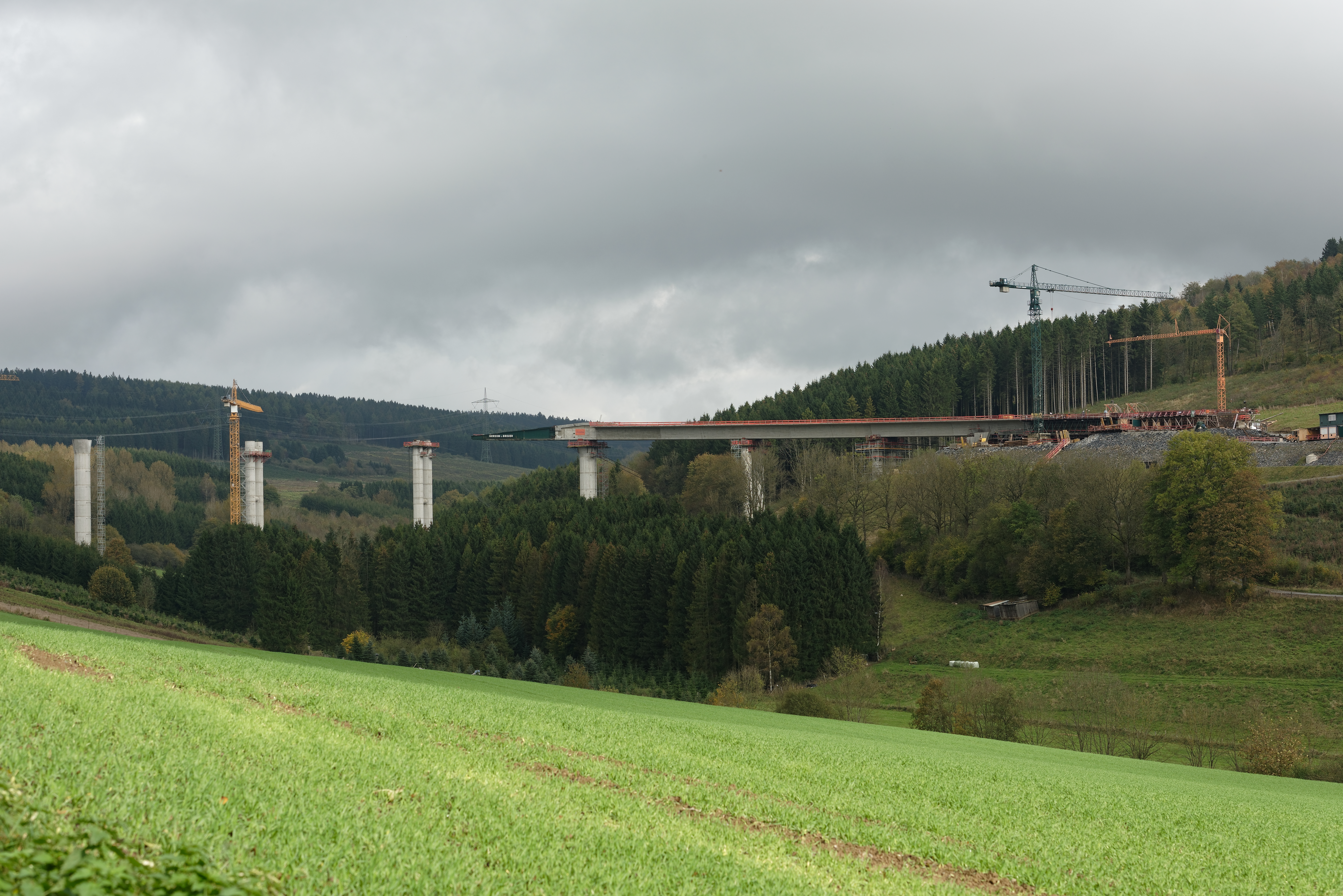
Zubringer (B480n) Talbrücke Schormecke im Sommer 2014

## Trivia
Am 29. September 2019 fand im Rahmen des sog. „A46-Run“ ein Lauf- und Wanderwettkampf statt, bei dem die Distanzen 5, 10 und 20 km direkt über die Talbrücke führten. Der Veranstalter vermeldete 1.922 Teilnehmer über alle Wettkämpfe.
Nach 16 Suiziden im Zeitraum September 2018 bis Dezember 2019 wird an den Talbrücken Nuttlar und Bermecke ein Zaun nachgerüstet.
Für den norwegischen Film Børning 3 sind im Rahmen der Dreharbeiten einige Szenen auf der noch nicht freigegebenen Strecke der A46 gedreht worden. Im Film mitwirkende deutsche Schauspieler waren Henning Baum und Alexandra Maria Lara.
In der Staffel 49 (Folge 1) der deutschen Serie Alarm für Cobra 11 dient die Brücke ebenfalls als Schauplatz. Gedreht wurde im Herbst 2019 auf der damals noch nicht fertiggestellten Brücke.
Am 17. Dezember 2024 fand man eine Leiche eines 30 bis 40 Jahre alten Mannes unter der Brücke. Der unbekannte Mann wurde bereits tot von der Brücke geworfen. Am 22. Januar 2025 berichtete Aktenzeichen XY … ungelöst über den unbekannten Toten, um die Identität zu klären.